# Damblain
Damblain ist eine französische Gemeinde mit 258 Einwohnern (Stand: 1. Januar 2022) im Département Vosges in der Region Grand Est. Sie gehört zum Arrondissement Neufchâteau und zum Gemeindeverband Les Vosges côté Sud-Ouest. Die Bewohner werden Damblinois(es) genammt.

## Geografie

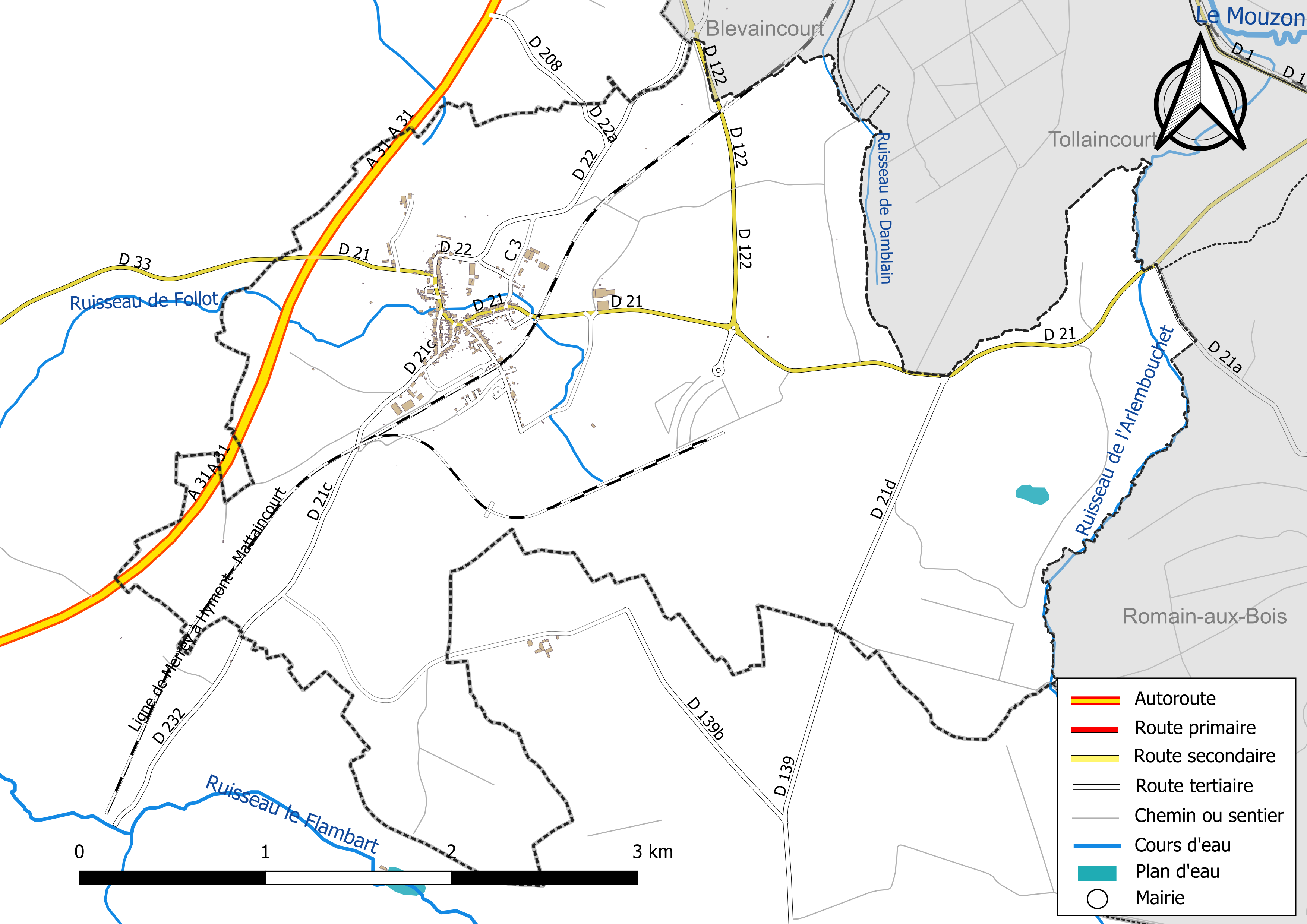
Gewässer und Straßen in der Gemeinde

Die Gemeinde Damblain liegt am östlichen Rand der Région naturelle Bassigny, etwa 24 Kilometer südwestlich von Vittel. Im Westen und Süden grenzt Damblain an das Département Haute-Marne. Im Westen der Gemeinde entspringt der Bach Ruisseau de Follot, der über den Flambart zur Maas entwässert; im Osten fließen die Bäche über den Mouzon zur Maas. Das flachwellige Bodenrelief rund um das Dorf Damblain ist vorwiegend von Ackerflächen geprägt, während im Osten das ansteigende Gelände von Wäldern bedeckt ist (Bois Mitreux). 
Umgeben wird Damblain von den Nachbargemeinden Germainvilliers im Norden, Blevaincourt und Tollaincourt im Nordosten, Romain-aux-Bois im Osten sowie Breuvannes-en-Bassigny im Süden und Westen.

## Bevölkerungsentwicklung
Damblain hatte lange über 900 Einwohner. Die Mechanisierung der Landwirtschaft förderte die Abwanderung und die Schließung des NATO-Luftwaffenstützpunktes ließ die Bevölkerungszahl weiter schrumpfen.
| Jahr      | 1962 | 1968 | 1975 | 1982 | 1990 | 1999 | 2010 | 2021 |
| Einwohner | 545  | 511  | 507  | 443  | 353  | 302  | 263  | 254  |

Im Jahr 1836 wurde mit 999 Bewohnern die bisher höchste Einwohnerzahl ermittelt. Die Zahlen basieren auf den Daten von cassini.ehess und INSEE.

## Sehenswürdigkeiten
- Kirche Saint-Bénigne aus dem 15. und 16. Jahrhundert, seit 1964 als Monument historique klassifiziert[3]
- Wasserturm
- Ehemaliges Lavoir

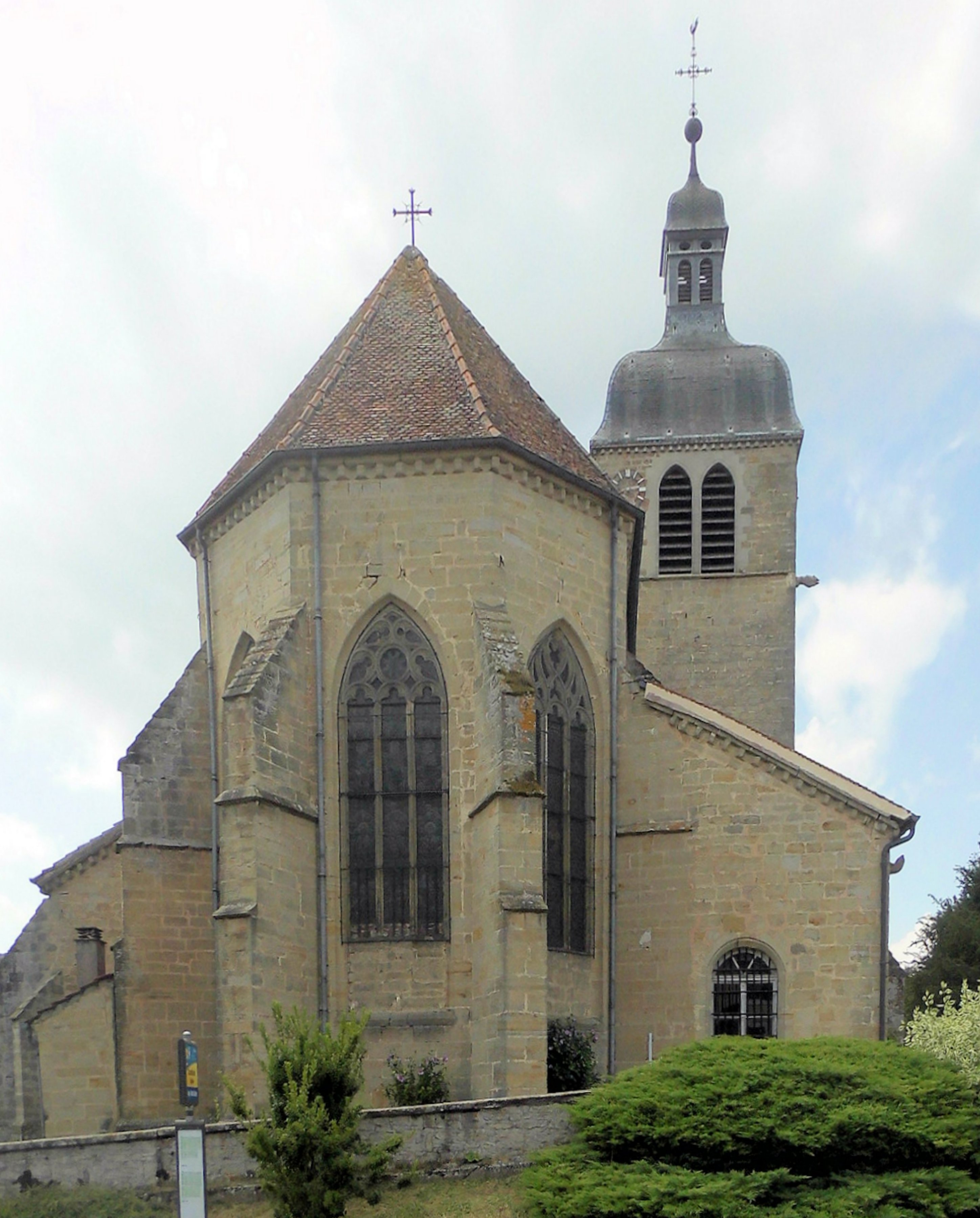
Kirche Saint-Bénigne, Ostseite
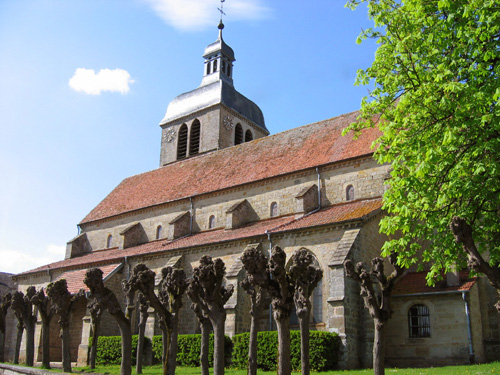
Kirche Saint-Bénigne, Südseite
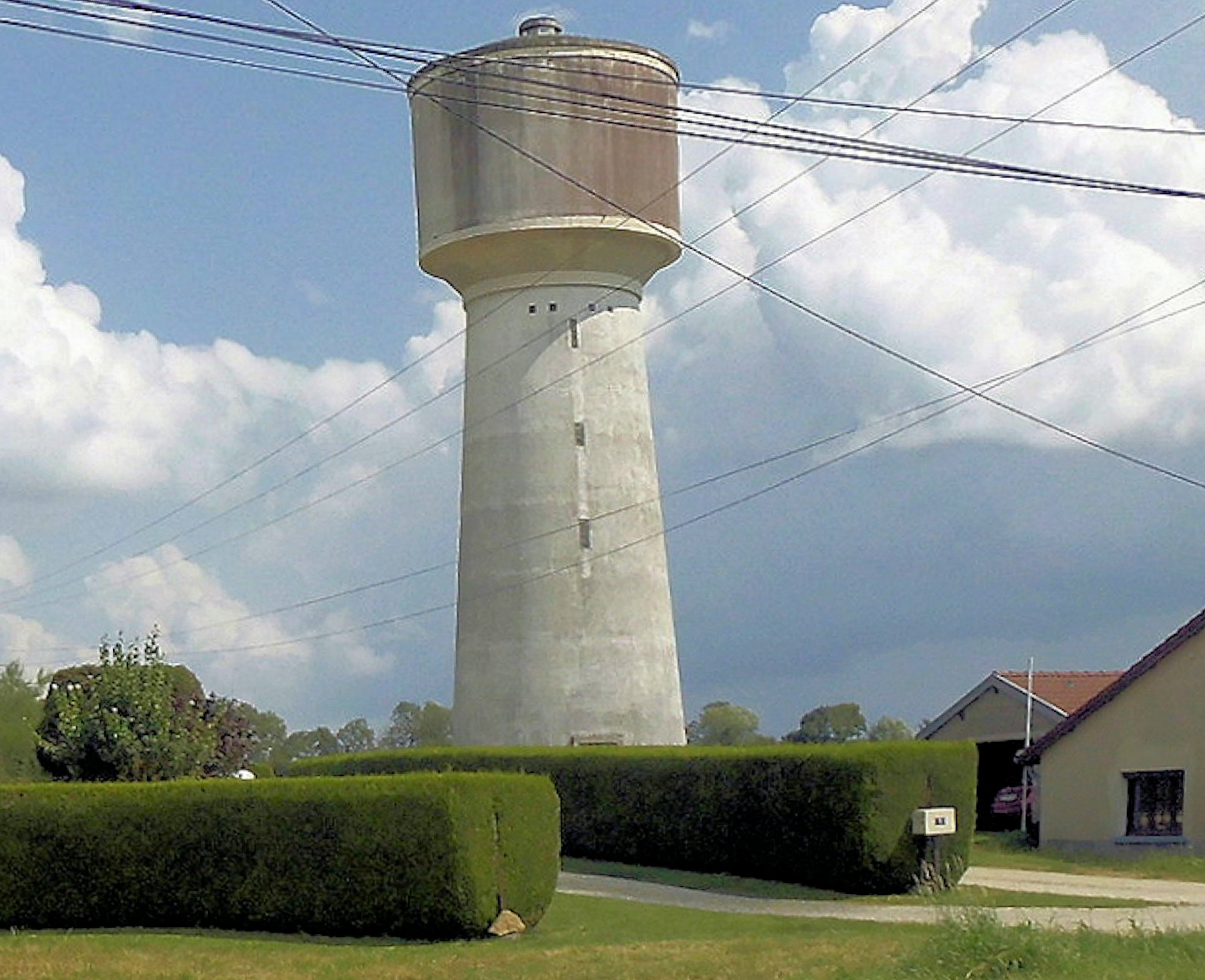
Wasserturm
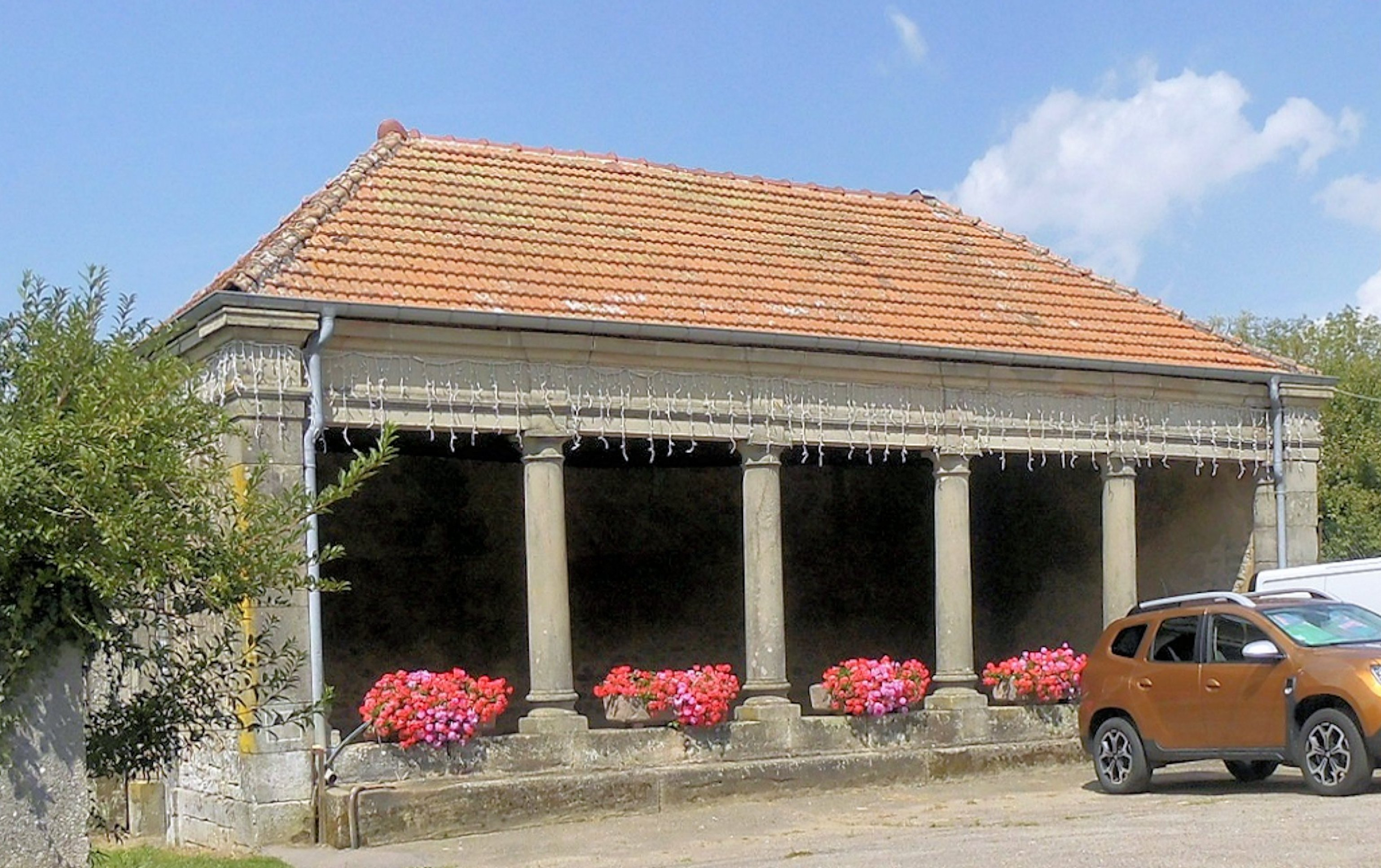
Ehemaliges Lavoir (Waschhaus)

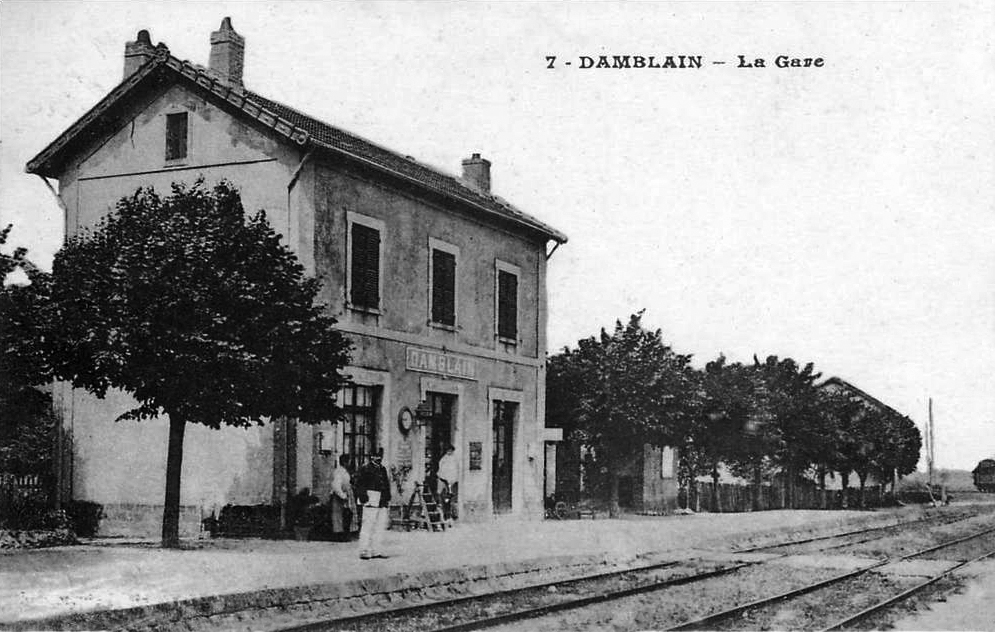
Bahnhof Damblain auf einer Postkarte (um 1910)

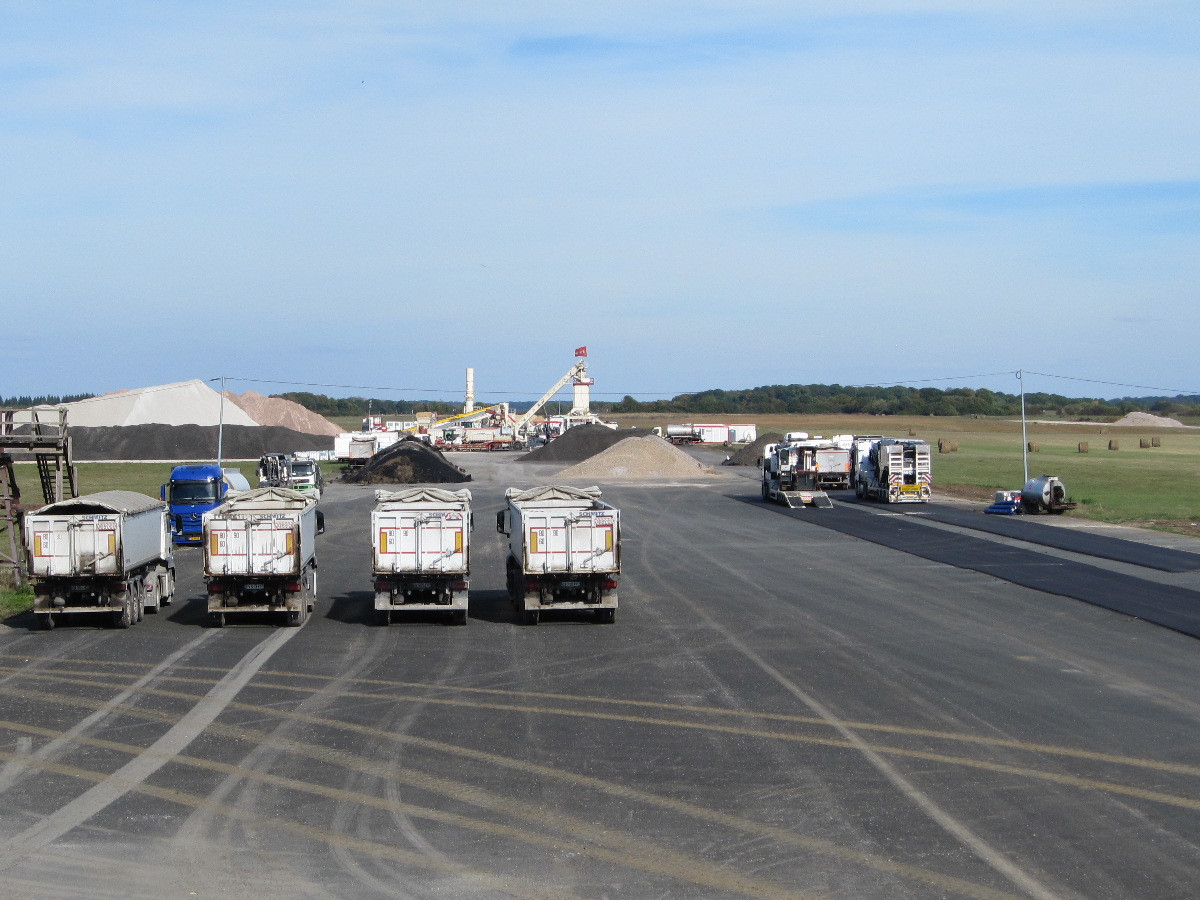
Ehemaliges Flugplatzgelände 2018

## Wirtschaft und Infrastruktur
In Damblain gibt es neben einigem lokalen Kleingewerbe noch zehn landwirtschaftliche Betriebe (Milchwirtschaft, Rinderzucht).
Der Bahnhof Damblain liegt an der nicht mehr im Personenverkehr bedienten Bahnstrecke Merrey–Hymont-Mattaincourt. Sieben Kilometer nördlich von Damblain besteht Anschluss an die Autoroute A31, die den Westen der Gemeinde streift.

### Militärflugplatz Damblain
Die südlich gelegene Base aérienne de Damblain (ehemaliger ICAO-Code LFYD) war zuletzt ein Militärflugplatz der Französischen Luftstreitkräfte. Der ursprüngliche Flugplatz entstand 1936 und wurde im Zweiten Weltkrieg von der deutschen Luftwaffe genutzt.
Während des Westfeldzugs der Wehrmacht lag hier eine mit MS.406 ausgerüstete Jagdgruppe, die Groupe de chasse GC I/2.
Der jettaugliche NATO-Ausweich- bzw. Reserveflugplatz entstand 1953/54 nach Beginn des Kalten Kriegs. Hauptnutzer der 302 ha großen Basis war ab 1954 das 3. Jagdgeschwader (3e Escadre de Chasse), das bis 1961 in Reims war und seither in Nancy-Ochey stationiert ist. An den beiden Enden der 2400 m langen Start- und Landebahn befanden sich insgesamt drei Margariten-förmige Abstellflächen für drei Jagdstaffeln. Frankreichs Militär unterhielt ihn auch nach dem Austritt aus den militärischen Strukturen der NATO 1966 weiter. Die militärische Nutzung endete erst 2005.
Anschließend begann man mit dem Abbruch von Piste, Rollwegen und Abstellplätzen für ein geplantes Logistikareal. Unter anderem war der Logistikkonzern Deret am Standort interessiert, der mittelfristig 1500 Arbeitsplätze versprach. Die Départements Vosges und Haute-Marne investierten bereits mehrere Millionen Euro in die Sanierung des Geländes und in einen Bahnanschluss. 2010 zog sich Deret zurück und der Abbruch wurde gestoppt. Ab 2018 siedelten sich die ersten Unternehmen auf dem Gelände an.

## Persönlichkeiten
- Pierre Woeiriot de Bouzey (1532–1599), gestorben in Damblain, französischer Maler, Kupferstecher und Medailleur
- François Briot (um 1550–1616), geboren in Damblain, französischer Zinngießer
- Charles Renard (1847–1905), geboren in Damblain, französischer Luftschiffpionier

## Belege
1. ↑  Damblain auf cassini.ehess
2. ↑  Damblain auf INSEE
3. ↑  Église St-Bénigne in der Base Mérimée des französischen Kulturministeriums (französisch)
4. ↑  Landwirtschaftsbetriebe auf annuaire-mairie.fr (französisch)
5. ↑  À Cap Vosges, ce n’est plus totalement la zone, Artikel der Tageszeitung Vosges Matin; online auf www.vosgesmatin.fr, abgerufen am 10. November 2020 (französisch)